# Zenarchopterus rasori
Zenarchopterus rasori är en fiskart som först beskrevs av Canna Maria Louise Popta 1912.  Zenarchopterus rasori ingår i släktet Zenarchopterus och familjen Hemiramphidae. Inga underarter finns listade i Catalogue of Life.